# Zesvoudige binding

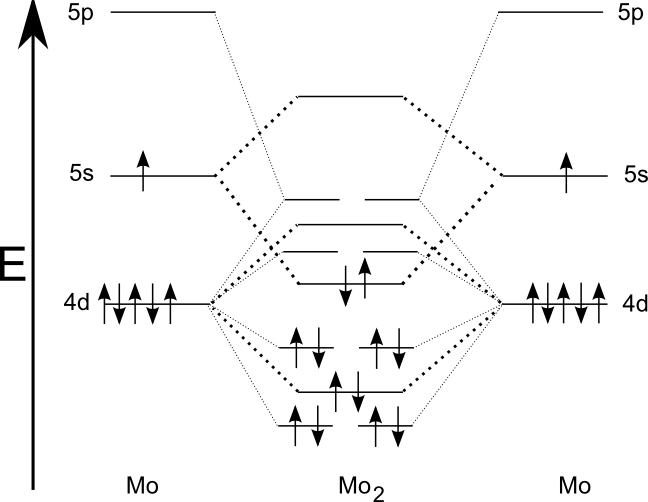
Molecuulorbitaalschema van het dimolybdeenmolecuul. Er zijn zes bindende molecuulorbitalen.

Een zesvoudige binding is een covalente binding met zes bindende elektronenparen. Theoretisch zijn zesvoudige bindingen mogelijk bij twee atomige moleculen van groepsnummer 6 (dichroom Cr2, dimolybdeen Mo2 en diwolfraam W2) en bij diuraan U2. De overlap van de orbitalen is echter voor een deel onvolledig en er worden gedeeltelijk ook antibindende orbitalen bezet, zodat de feitelijk effectieve bindingsordening in geen van deze gevallen zes bereikt. De effectieve bindingsordening is 3,5 voor Cr2, 5,2 voor Mo2 en W2 en 4,2 voor U2,zodat men hoogstens bij de gasvormige Mo2 en W2 bij benadering van een zesvoudige binding kan spreken.